# Bulgarien i olympiska sommarspelen 1992
Bulgarien deltog i de olympiska sommarspelen 1992 med en trupp bestående av 138 deltagare, men ingen av landets deltagare erövrade någon medalj.

## Boxning
Lätt flugvikt
- Daniel Petrov →  Silver
  - Första omgången — Besegrade Nelson Dieppa (PUR), 10:7
  - Andra omgången — Besegrade Song Chol (PRK), RSC-3
  - Kvartsfinal — Besegrade Pál Lakatos (HUN), 17:8
  - Semifinal — Besegrade Jan Quast (GER), 15:9
  - Final — Förlorade mot Rogelio Marcelo (CUB), 10:20

Flugvikt
- Yuliyan Strogov
  - Första omgången — Besegrade Ronnie Noan (PNG), RSCI-2 (02:03)
  - Andra omgången — Förlorade mot Timothy Austin (USA), 7:19

Bantamvikt
- Serafim Todorov
  - Första omgången — Besegrade John Sem (PNG), 11:0
  - Andra omgången — Besegrade Joseph Chongo (ZAN), 18:6
  - Kvartsfinal — Förlorade mot Lee Gwang-Sik (PRK), 15:16

Fjädervikt
- Kirkor Kirkorov
  - Första omgången — Förlorade mot Andreas Tews (GER), 5:9

Lättvikt
- Tontcho Tontchev
  - Första omgången — Besegrade Julio González Valladares (CUB), 14:12
  - Andra omgången — Besegrade Henry Kungsy (PNG), 11:2
  - Kvartsfinal — Förlorade mot Oscar de la Hoya (USA), 7:16

Mellanvikt
- Stefan Trendafilov
  - Första omgången — Bye
  - Andra omgången — Besegrade Lu Chao (CHN), RSC-1 (01:45)
  - Kvartsfinal — Förlorade mot Chris Johnson (CAN), RSC-1 (02:52)

Supertungvikt
- Svilen Rusinov →  Brons
  - Första omgången — Bye
  - Andra omgången — Besegrade István Szikora (HUN), 12:4
  - Kvartsfinal — Besegrade Wilhelm Fischer (GER), 8:5
  - Semifinal — Förlorade mot Richard Igbineghu (NGR), 7:9

## Bågskytte
Herrarnas individuella
- Ivan Ivanov — Rankningsrunda (→ 35:e plats)

## Friidrott
Herrarnas 5 000 meter
- Evgeni Ignatov
  - Heat — fullföljde inte vidare (→ gick inte vidare)

Herrarnas 400 meter häck
- Assen Markov
  - Heat — 50,21 (→ gick inte vidare)

Herrarnas längdhopp
- Galin Georgiev
  - Kval — 7,75 m (→ gick inte vidare)

Herrarnas tresteg
- Khristo Markov
  - Kval — 16,46 m (→ gick inte vidare)

- Galin Georgiev
  - Kval — fullföljde inte vidare (→ gick inte vidare)

- Nikolay Raev
  - Kval — 14,67 m (→ gick inte vidare)

Herrarnas släggkastning
- Ivan Tanev
  - Kval — 72,62 m (→ gick inte vidare)

- Plamen Minev
  - Kval — 69,90 m (→ gick inte vidare)

Herrarnas diskuskastning
- Nikolay Kolev
  - Kval — 58,12 m (→ gick inte vidare)

Damernas spjutkastning
- Antoaneta Selenska
  - Kval — 59,40 m (→ gick inte vidare)

Damernas höjdhopp
- Stefka Kostadinova
  - Kval — 1,92 m
  - Final — 1,94 m (→ 4:e plats)

- Svetlana Leseva
  - Kval — 1,83 m (→ gick inte vidare)

- Lyudmila Andonova
  - Kval — 1,88 m (→ gick inte vidare)

Damernas diskuskastning
- Tsvetanka Khristova
  - Kvalheat — 64,06m
  - Final — 67,78m (→  Silver)

- Stefania Simova
  - Kvalheat — 65,60m
  - Final — 63,42m (→ 8:e plats)

## Modern femkamp
Herrarnas individuella tävling
- Stefan Asenov
- Valentin Dzhavelkov

## Simhopp
| Hoppare        | Gren          | Kval   | Kval      | Final            | Final            |                  |
| Hoppare        | Gren          | Poäng  | Placering | Poäng            | Placering        |                  |
| -------------- | ------------- | ------ | --------- | ---------------- | ---------------- | ---------------- |
| Petar Trifonov | Herrarnas 3 m | 320,82 | 27        | Gick inte vidare | Gick inte vidare | Gick inte vidare |